# Vutcani
Vutcani – wieś w Rumunii, w okręgu Vaslui, w gminie Vutcani. W 2011 roku liczyła 1481 mieszkańców.